# Hyloplesion
Hyloplesion is een geslacht van uitgestorven microbrachomorfe microsauriërs. Het is het type en het enige geslacht binnen de familie Hyloplesiontidae. Fossielen zijn gevonden in Tsjechië in de buurt van de steden Plzeň, Nýřany en Třemošná en dateren uit het Midden-Pennsylvanien. 

## Naamgeving
In 1883 hernoemde Antonín Frič Stelliosaurus longicostatus Fritsch 1875, 'de langgeribde', tot een apart geslacht met als combinatio nova Hyloplesion longicostatum. De geslachtsnaam betekent 'dichter bij Hylonomus'.
Het lectotype is CGH 15, een plaat en tegenplaat met romp en staartbasis.
Twee soorten die binnen verschillende geslachten werden benoemd, Seeleya pusilla en Orthocosta microscopica, zijn synoniem geworden aan Hyloplesion longicostatum; men denkt dat ze zeer onvolwassen individuen vertegenwoordigen. Hetzelfde geldt voor de dan overbodige vervangingsnaam Orthopleurosaurus Lydekker, 1890

## Beschrijving
Hyloplesion was ongeveer even groot als een middelgrote salamander, met de lengte van bekende exemplaren variërend van zeventien tot zevenenzeventig millimeter.

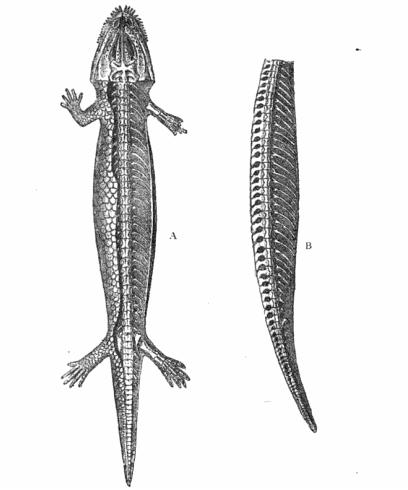
CGH 3, het holotype van Seeleya pusilla

De schedel is driehoekig van vorm. In tegenstelling tot veel andere microsauriërs, bevat het verhemelte van Hyloplesion grote holtes of openingen. De vijfde maxillaire tand is vergroot en lijkt op een hoektand. De schedel lijkt oppervlakkig op die van het niet-verwante romeriïde reptiel Romeria in zijaanzicht vanwege overeenkomsten in het patroon van de dermale botten en het haakvormige profiel van de premaxilla. De schedel verschilt echter van die van Romeria in bovenaanzicht, aangezien de wandbeenderen veel breder zijn bij Hyloplesion.
De atlasboog lijkt ook op die van romeriïden en is, in tegenstelling tot andere microsauriërs, niet gezwollen. De romp is langwerpig, met dunne ribben die zich uitstrekken vanaf elke wervel. De aanwezigheid van een grote scapulocoracoïde bij Hyloplesion onderscheidt het van Microbrachis. De beenderen van de ledematen zijn klein en robuust, waarbij de achterpoten behoorlijk groter zijn dan de voorpoten. Net als andere microbrachomorfen zoals Microbrachis, heeft Hyloplesion slechts drie tenen aan de poot, een toestand die bekend staat als tridactylie.

## Paleobiologie
Een reeks morfologische kenmerken maakt het moeilijk om te bepalen of Hyloplesion voornamelijk landbewonend of aquatisch was. Hoewel de vingers goed verbeend zijn, wordt het verminderde aantal tenen bij Hyloplesion gezien als een aanpassing aan een aquatische levensstijl. Er is geen bewijs voor laterale kanalen, de zijlijnen die elektrosensorische organen bevatten, in de schedel, hoewel ze hoogstwaarschijnlijk aanwezig waren, gescheiden van de schedel door een laag bindweefsel.